# Dolla
Dolla, nome artístico de Roderick Anthony Burton II (25 de novembro de 1987 - 18 de maio de 2009), foi um rapper norte-americano.